# Вудбридж
Вудбридж (англ. Woodbridge) — город в английском графстве Суффолк, административный центр района Суффолк-Костал. Это примерно в 8 милях (13 км) вверх по реке Дебен от моря. Город обслуживается железнодорожной станцией Вудбриджа на линии Ист-Саффолк. Он находится недалеко от более широкого городского района Ипсвич. Вудбридж находится недалеко от некоторых основных археологических памятников англосаксонского периода; один включает погребальный корабль Саттон-Ху. 1100-летняя зарегистрированная история города завещала разнообразие исторической архитектуры. Здесь есть условия для катания на лодках и прогулок по берегу реки. 
Поселение существовало во времена первых англосаксов, о чём свидетельствует обнаружение знаменитого клада в Саттон-Ху под городом. Впервые деревянный мост, от которого происходит название, упомянут в середине X века. В XVIII веке здесь работала верфь ВМФ, было налажено производство канатов и парусины. До сих пор работает старинная приливная мельница (единственная в стране). 
Вудбриджская школа — одна из старейших в Англии — возникла в 1577 году, возобновлена после гражданской войны в 1662 году. Неподалёку от города имеется аэродром ВВФ.
С 1978 года в городе функционирует издательство «Boydell & Brewer», которое специализируется на выпуске научной литературы, в том числе публикации монографических исследований, сборников статей и источников по истории Англии.